# محمدرضا انصاری (نظامی)
محمدرضا انصاری، از فرماندهان سپاه قدس در سوریه بوده و مسئولیت برنامه‌ریزی و اجرای عملیات اطلاعاتی و ترور مخالفان ایرانی و سایر اتباع غیرایرانی در ایالات متحده، خاورمیانه، اروپا و آفریقا را بر عهده داشته‌است. خرداد ۱۴۰۲، وزارت خزانه‌داری ایالات متحده او را در ارتباط با تروریسم برون‌مرزی سپاه تحریم کرد.